# Aporophyla australis
Aporophyla australis är en fjärilsart som beskrevs av Jean-Baptiste Boisduval 1829. Aporophyla australis ingår i släktet Aporophyla och familjen nattflyn, Noctuidae. En underart finns listad i Catalogue of Life, Aporophyla australis pascuea Humphreys & Westwood, 1843